# Bahman
Bahman (perzsa betűkkel بهمن) az 1925-ben bevezetett, Iránban használatos iráni naptár tizenegyedik hónapja, a második téli hónap. 30 napos; kezdete többnyire a világszerte használt Gergely-naptár szerinti január 22-re, utolsó napja pedig február 20-ra esik.